# Pamela Mangroelal
Pamela Mangroelal (1986) is een Surinaams schaakster, model en onderneemster. Ze werd in 2008 afgevaardigd naar de 38e Schaakolympiade. In hetzelfde jaar werd ze verkozen tot Miss India Suriname en een jaar later werd ze vierde tijdens de verkiezing van Miss India Worldwide. 

## Biografie
Pamela Mangroelal groeide op aan de Kwattaweg, net voorbij de Tweede Rijweg. Ze heeft een Hindoestaanse vader en Javaanse moeder. Omdat haar moeder voor het palmoliebedrijf van Victoria werkte, leerde ze ook de Surinaamse talen Saramaccaans en Aucaans.
Ze werd in 2008 verkozen tot Miss India Suriname. Ze werd hierdoor afgevaardigd naar India en behaalde daar in 2009 de vierde plaats tijdens de verkiezing van Miss India Worldwide.
Ze raakte op haar elfde geïnspireerd in schaken dankzij schaakleraar Satish Sardjoe. Ze dacht: "Oh ja het is dat moeilijk ding." Omdat ze uitdagingen spannend vindt, gaf ze zich meteen op. Ze speelde afwisselend voor Rukhmania en het Jonge Paard en neemt sinds haar dertiende deel aan nationale jeugdkampioenschappen en sinds haar zestiende aan de dameskampioenschappen. In 2004 werd ze landelijk tweede, achter Victoria Naipal. In 2008 behaalde ze het vereiste aantal Gran Prix-punten om internationaal uit te kunnen komen tijdens de 38e Schaakolympiade in Dresden. Hier won ze twee van de negen partijen.
In 2010 deed ze mee aan de United Business Idols, waarin jongeren in zeven rondes strijden om de beste opzet en presentatie van hun bedrijfsidee. Ze drong niet door tot de finale, maar startte hierna wel haar eigen bedrijf Unique Imports. Daarnaast werkt ze in de zakelijke dienstverlening. Een van de positieve ontwikkelingen voor haar leeftijdsgroep is voor haar dat vrouwen zijn gegroeid in hun denken en Hindoestaanse vrouwen niet langer thuis hoeven zitten.
Rond 2009 volgde ze een laboratoriumopleiding voor klinische neurofysiologie. Van 2010 tot 2015 volgde ze een opleiding aan de University of Applied Sciences and Technology (Unasat) in Paramaribo.
In 2015 deed ze mee aan de landelijke verkiezingen voor de Algemene Bevrijdings- en Ontwikkelingspartij (ABOP), niettemin op een onverkiesbare plaats op de lijst van de Alternatieve Combinatie.